# Zoltán Gyimesi
Zoltán Gyimesi (31 de març de 1977) és un jugador d'escacs hongarès, que té el títol de Gran Mestre des de 1996. Està casat amb la WGM Nora Medvegy.
Tot i que roman inactiu des de juliol de 2012, a la llista d'Elo de la FIDE del setembre de 2020, hi tenia un Elo de 2674 punts, cosa que en feia el jugador número 6 d'Hongria, i el 67è millor jugador al rànquing mundial. El seu màxim Elo va ser de 2674 punts, a la llista de juliol de 2012 (posició 80 al rànquing mundial).

## Resultats destacats en competició
Empatà al primer lloc a l'obert de Bolzano de 2000, (amb Gyula Sax);
El 2004, empatà als llocs 1r-6è amb Ievgueni Naier, Artiom Timoféiev, Kaido Külaots, Sergey Grigoriants i Oleg Kornéiev a l'Obert de Cappelle-la-Grande. El 2005 va guanyar el Campionat d'Hongria (empatat a 6/9 punts amb Zoltán Almási) i el I Campionat d'escacs individual de la Unió Europea (empatat a punts amb Mateusz Bartel).

### Resultats en competicions per equips
Ha participat en 4 Olimpíades d'escacs 1998, 2002-2006 amb un rècord de +11 =18 -4. El 2002 a la XXXV Olimpíada, l'equip hongarès guanyà la medalla d'argent amb en Gyimesi al quart tauler.